# NGC 1560
NGC 1560 (również PGC 15488, UGC 3060) – galaktyka spiralna (Scd), znajdująca się w gwiazdozbiorze Żyrafy w odległości około 10 milionów lat świetlnych od Ziemi. Została odkryta 1 sierpnia 1883 roku przez Wilhelma Tempela. Należy do grupy galaktyk Maffei.